# إلتي هيدس هالبتسما
كان إلتي هيدس هالبتسما (غرو، 8 أكتوبر 1797 – غرو، 22 مارس 1858) كاتبًا وشاعرًا وطبيبًا فريزيًا، وأصغر الأخوة هالبتسما. اشتهر عندما نشر هو وشقيقه الأكبر يوستس مجموعة شعرية وقصصية قصيرة بعنوان دي لابيكور فان غاب سكرور عام 1822. توسع هذا العمل بعدها باستمرار، وبات يشمل أيضًا مساهمات من الشقيق الثالث، تيالينغ، إلى أن جُمعت أعمال الأخوة هالبتسما النثرية وأشعارهم بعد وفاتهم في عام 1871 لتصبح عملًا شهيرًا تحت عنوان ريمن إن تالتخس (قواف وحكايا). كان لهذا الكتاب دور بالغ الأهمية في استحداث تقليد أدبي جديد بعدما كانت الفريزية الغربية تُستخدم بشكل شبه حصري كلغة شفهية على مدار ثلاثة قرون. لربما كان إلتي الأكثر موهبة من بين الأخوة هالبتسما الثلاثة، إذ تحظى أشعاره على وجه الخصوص بإعجاب كبير حتى اليوم. وتضمنت أعماله الأدبية قصيدة دي ألدي فريزن (الفريزيين القدامى)، التي أصبحت فيما بعد النشيد الوطني للشعب الفريزي الغربي.

## حياته

### مرحلة الشباب وتاريخ العائلة
ولد إلتي هيدس هالبتسما في 8 أكتوبر 1797، بمنزل والديه في شارع كاومرك («سوق الأبقار») بقرية غرو، في الجزء الأوسط من المقاطعة الهولندية فريزلند. كان الابن الرابع للخباز والتاجر البسيط هيديه يوستس هالبتسما (1756 – 1809) وزوجته رورتي (أو ريورتك) تيالينغ بينرتس (1767 – 1809). كان لديه ثلاثة أشقاء أكبر سنًا: يوستس («يواست») (1789 - 1869)، وتيالينغ (1792 - 1852)، وبينرت (1795 - 1847). توفي طفلان آخران في مرحلة الطفولة المبكرة، صبيٌ في 1803، وفتاة في 1805. كانت علاقة الأشقاء وثيقة للغاية، ربما نتيجة وفاة والديهم في سن مبكرة نسبيًا عام 1909، عندما كان إلتي يبلغ من العمر أحد عشر عامًا فقط. كان يوستس وتيالينغ وإلتي، الذين عُرفوا لاحقًا، بصفتهم مؤلفين، باسم الأخوة هالبتسما، يشبهون والدهم كثيرًا، في حين كان بينرت أشبه بوالدتهم.
كانت والدتهم، رورتي بينرتس، سليلة عائلة بارزة في غرو. وكانت من المينونايت، وعلى الرغم من أن زوجها نشأ كالفينيًا، فقد تحول لدينها بعد أن تزوجها. تظهر رورتي، من خلال رسائل يوستس لشقيقه إلتي، كسيدة أعمال ذكية، وأم محبة، وشخصية شديدة التدين. ولا يُعرف الكثير عن أبيهم هيديه هالبتسما. يُعتقد أنه كان بحارًا قبل زواجه. ووصف بأنه ذو روح رقيقة، ومع ذلك، ميال للشعور بالإهانة، ويمكن أن يكون حاد اللسان في مثل هذه الحالات. وفي عام 1784، نشر قصيدة طويلة باللغة الهولندية بعنوان انجراف الجليد والفيضان الرهيبين في غيلدرلند. يتضح من هذا العمل المثير للاهتمام أن مواهب أبنائه الأدبية متوارثة في العائلة.

### التعليم
أرسلت رورتي ابنها إلتي هالبتسما، كما شقيقه الأكبر يوستس، إلى المدرسة الفرنسية في عاصمة مقاطعة لواردن لمدة عام، ومن ثم التحق بالمدرسة اللاتينية، أيضًا في لواردن. ولربما بدأ هناك في متابعة الدروس قبل وفاة رورتي بينرتس في ديسمبر 1809. وأصبح الأشقاء أيتامًا نتيجة الحدث المؤسف لوفاة والدهم، هيديه هالبتسما، في يناير من العام ذاته. كان الشقيق الأكبر، يوستس، يدرس في أمستردام آنذاك. وتمكن إلتي من مواصلة تعليمه في المدرسة اللاتينية لأن الشقيقين الأوسطين، تيالينغ وبينرت، أبقيا مخبز والدهما يعمل بمساعدة أصدقاء والدهما الخبازين. نظرًا لأن الانتقال من غرو إلى لواردن والعودة مرة أخرى يوميًا كان غير وارد لما كانت عليه الطرق والمواصلات آنذاك، فقد مكث إلتي في منزل مؤجر بالمدينة مع أحد الهوردنك، من معارف شقيقه يوستس، الذي أتاه على ما يبدو بأكثر الأشكال العامية للغة الفريزية البلدية، وهي لهجة هولندية (وليست فريزية) تُستخدم في مدن فريزلند.
وعندما أتم تعليمه في المدرسة اللاتينية، نهاية عام 1814، غادر إلتي هالبتسما إلى هولندا، حيث بدأ دراسة الطب في جامعة ليدن، واستمر فيها حتى أبريل 1818. ولكن في مدينة ليدن الطلابية، انغمس في الحياة الليلية الفجة، ولهذا السبب، على سبيل إعادة التوجيه، غادر إلى هايدلبرغ في ألمانيا، لمدة نصف عام في ربيع 1818. وأمضى وقتًا ممتعًا للغاية في جامعة روبرت كارل، وكان يسترجع ذكرياته دومًا عن فترة هايدلبرغ بشعور من التوق الحزين. كانت معظم الدروس التي واظب عليها في هايدلبرغ تتعلق بالتوليد. وعاد بعد الصيف إلى ليدن، حيث أنهى دراسته بالحصول على الدكتوراه في الطب في 13 أكتوبر 1818.
أصبح هالبتسما بعدها طبيبًا في بورميرينت، شمال هولندا، حيث استقر لمدة عام ونصف، ودخل أيضًا في علاقة مع فتاة محلية أشار إليها باسم «الطاووس الصغيرة» في رسائله إلى شقيقه يوستس. لكن مرضًا أصابه في النهاية، وعاد إلى كنف عائلته في غرو، ربما في نهاية عام 1820. وعندما تعافى، لم يرجع إلى هولندا، بل بدأ بمزاولة الطب في القرية التي ولد فيها. وأمضى بقية حياته هناك، لأنه كتب إلى شقيقه يوستس، «لطالما كانت غرو جميلة بنظري». وبفضل جدارته العلمية، وإنما أيضًا بسبب أسلوبه العطوف في رعاية المرضى، انتشرت طبابته أيما انتشار، وليس مع المرضى في غرو فحسب، بل أيضًا في جميع أنحاء الريف والقرى المجاورة. وقد تطلب منه ذلك التنقل كثيرًا، فكان عليه في معظم الأحيان الاعتماد على القوارب في وسط فريزلند، بلدة الأهوار.

### السجية والآراء
يظهر إلتي هيدس هالبتسما، حسب قول الأشخاص الذين عاصروه، بأنه رجل سريع الانفعال، إنما يمكنه الاستمتاع بوقته كثيرًا. ووفقًا لبائع الكتب والمؤرخ هوبكه إخوف، الذي عرفه لسنوات عديدة، كان هالبتسما كبير القلب وكريمًا، وراويًا طريفًا. وصفه أحد الذين كتبوا سيرته الذاتية بأنه «روح طيبة، وحالم مثالي، ورجل مستقل وشجاع، ابتُلي بفترات من الكآبة والشك؛ بوهيمي ومشاغب، كأنما لم يكن له مثيل في الأدب الفريزي الغربي بأكمله». تتسم رسائل هالبتسما إلى شقيقه يوستس بالحيوية والانفتاح، فضلًا عن كونها مسلية للغاية. أما بالنسبة لآرائه، فقد تأثر هالبتسما بالربوبية في أيام دراسته، ولكن بحسب قوله، فقد غير رأيه بعد قراءة كتابات الفيلسوف الألماني يوهان غوتفريد هردر.
حاول هالبتسما الابتعاد عن السياسة. فكان يُستدرج أحيانًا للحديث عن هذا الموضوع بصحبة آخرين، لكنه كان يخشى دومًا قول الكثير؛ كان والده مؤيدًا لحركة الوطنيين، ولم يستطع هالبتسما أن ينسى أبدًا درجة السوء التي انتهى بها ذلك الأمر. وعلى الرغم من ذلك كله، لم يقف مكتوف الأيدي عندما مُس إحساسه بالعدالة، كما يتضح من قصيدتيه دي غريتمان («الإدانة»؛ حول الفساد في الطبقات السياسية العليا في فريزلند) وباتيانز داي («موت باتياني»؛ حول إعدام لايوس باتياني، زعيم المجريين في التمرد المجري 1848 - 1849). وكتب أيضًا، باللغة الهولندية، قصيدة ينتفض بها أمام حقيقة أن أعضاءً فريزيين من التويد كامير (مجلس النواب) صوتوا ضد اقتراح إلغاء العبودية عام 1853. وفي المقابل، لم يكن تقدميًا لدرجة يرى بها نفسه مرتبطًا، بأي حال من الأحوال، بمن أسماهم، في عام 1855، «الديمقراطيين الحمر» (أي الاشتراكيين وغيرهم من الراديكاليين السياسيين)، الذين فرقهم عن «أصحاب العقول المحترمة»، ممن يقصد بهم القسم التقدمي والليبرالي من الطبقة الوسطى المستقرة، التي ينتمي إليها هو نفسه.
أصبح هالبتسما عام 1827 عضوًا في «الجمعية الفريزية الإقليمية لدراسة تاريخ فريزيا وآثارها ولغوياتها»، ولكن في عام 1834 ألغى عضويته لأنه شعر أن هذا النادي كان يعج بالسخفاء. ولم يستطع تحمل الرقي المصطنع لرجال الطبقة الوسطى، ولم يستطع أيضًا تقبل جسامة نتاج «الشراهة وشرب الخمر» الذي أعقب التجمعات. وكتب إلى شقيقه يوستس («يوجد حمقى من كافة الأشكال»). ظل يوستس عضوًا في الجمعية، ولكن نظرًا لكونه كاهن مينوناتي في ديفينتر بمقاطعة أفريسل، وبالتالي عضو بالمراسلة عمومًا، كان من الأسهل عليه إلى حد ما أن ينظر إلى الأمور بنوع من التجرد. وفي وقت لاحق، أصبح إلتي هالبتسما عضوًا في («الجمعية المعنية بمعارف اللغة الفريزية وآدابها»)، حيث انتابه معها إحساس أكبر بالراحة.